# Iuturna

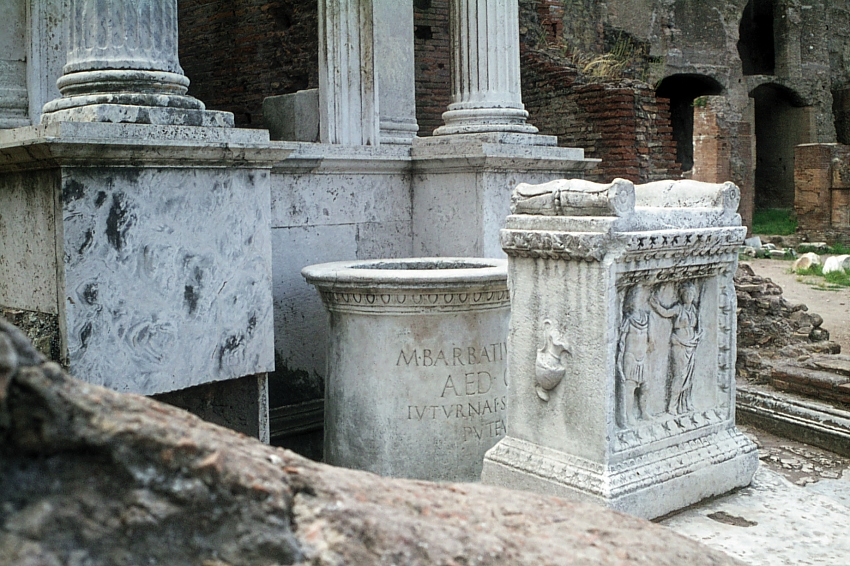
Juturna-Quelle am Fuß des Palatin

Iuturna (ältere Form Diuturna, deutsch auch „Juturna“) ist eine latinische Quellnymphe und römische Göttin. Sie war die Tochter des Daunus und Schwester des von Aeneas getöteten Königs der Rutuler, Turnus. Bei Arnobius ist sie die Tochter der Wassergottheit Volturnus, Gemahlin des Ianus und Mutter des Fontus.
Weil ihr Jupiter besonders gut gesinnt war, wurde sie zur Göttin der Quellen, Teiche und Flüsse erkoren. Ihr geweihte Gewässer sollen heilkräftige Wirkung besessen haben.
In Latium besonders bei Lavinium verehrt, wurde ihr Kult nach Rom übertragen und am lacus Iuturnae eine ihr geheiligte Quelle eingerichtet. Gaius Lutatius Catulus gelobte nach dem Ende des Ersten Punischen Krieges im Jahr 241 v. Chr., der Iuturna, um seinen Sieg zu feiern, einen Tempel zu stiften und errichtete ihn auf dem Marsfeld. Wohl nach einer Erneuerung dieses Tempels unter Augustus wurden die Iuturnalia als Stiftungsfest des Tempels am 11. Januar gefeiert.